# Adolf Schröppel
Adolf Schröppel (* 11. Juli 1906 in Oberndorf bei Schweinfurt; † 15. April 1988 in Pfronten) war ein deutscher Apotheker, botanischer Sammler und Heimatforscher. Als Sammler und Heimatforscher arbeitete er zusammen mit seiner Frau Annemarie Schröppel (1908–1994) im Ostallgäuer Raum.

## Leben

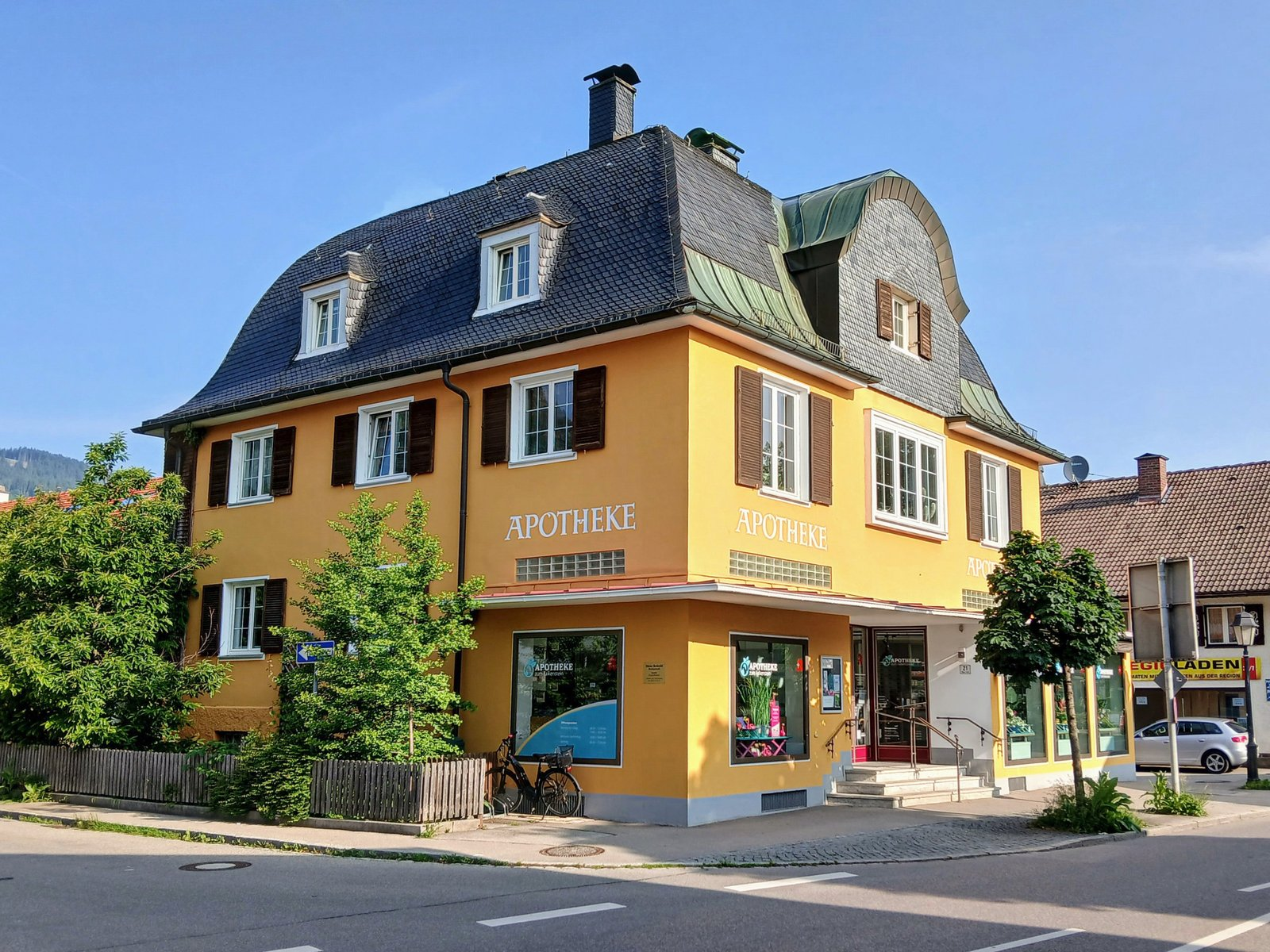
1949 übernahm Adolf Schröppel die Falkenstein-Apotheke in Pfronten, das schnell zu seiner neuen Heimat wurde

Adolf Schröppel studierte Pharmazie an der Universität München und legte 1932 sein Staatsexamen ab. Im selben Jahr heiratete er Annemarie Wegener, mit der er zwei Kinder hatte. Ab 1933 arbeitete er als Apotheker in Pasing bei München. 1938 pachtete er die traditionsreiche Stadtapotheke in Füssen. Im Zweiten Weltkrieg wurde er an der Front eingesetzt und geriet in Gefangenschaft. Nach Kriegsende übernahm er 1949 die Apotheke zum Falkenstein in Pfronten, wo er bis zu seinem Tod lebte.

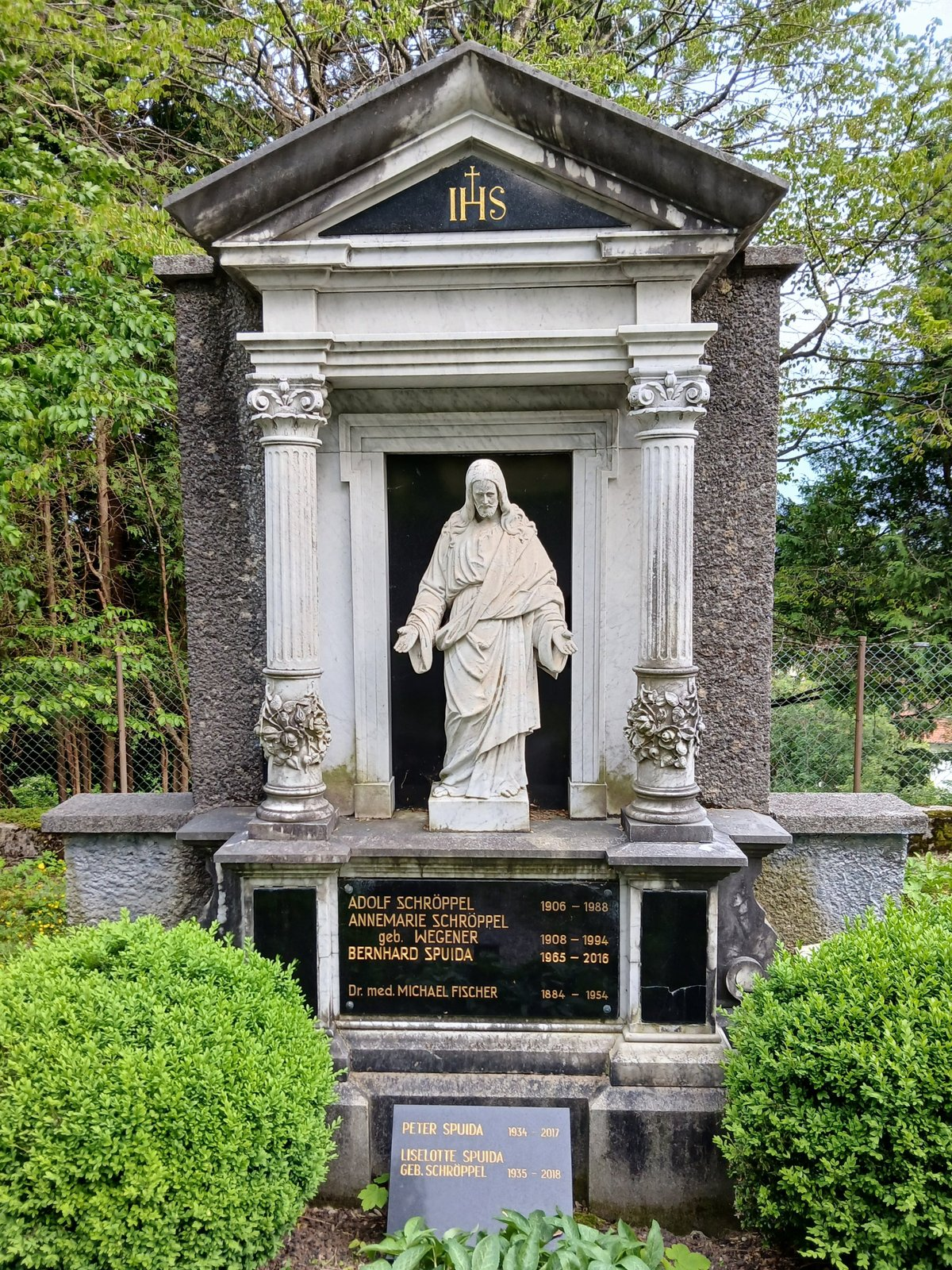
Grab von Adolf und Annemarie Schröppel auf dem Friedhof Pfronten

## Wirken
Adolf Schröppel war vielseitig interessiert. Zusammen mit seiner Frau Annemarie sammelte er Pflanzen, Pilze, Flechten, Moose, Pflanzengallen und Blattminen und leistete damit Pionierarbeit im Allgäuer Raum. Als Mitglied der Bayerischen Botanischen Gesellschaft knüpfte er zahlreiche Kontakte. Unter anderem arbeitete er mit den Botanikern und Taxonomen Hans Walter Doppelbaur und Josef Pölt zusammen. Seit seiner Studienzeit pflegte er eine Freundschaft mit dem Münchner Professor für Botanik Karl Suessenguth.
Schröppel betrieb, teils zusammen mit seiner Frau, auch Forschungen zu zoologischen, geologischen und heimatgeschichtlichen Themen. Er machte eine Reihe von ur- und frühgeschichtlichen Bodenfunden. Für den Altlandkreis Füssen erstellte er eine Kunstsicherungskartei. Er und seine Frau gehörten 1956 zu den Gründungsmitgliedern des Heimatvereins Pfronten und forschten zur Kunst- und Pfarrgeschichte der Gemeinde.

## Werke
- Alt-Pfrontener Photoalbum. Bilder von den Anfängen der Photographie bis 1930. Eberle, Pfronten 1984, OCLC 955376974 (Mitautoren sind Annemarie Schröppel und Manfred Einsiedler).
- Schloß Falkenstein. Des Märchenkönigs letzter Traum. Eberle, Pfronten 1985, ISBN 978-3-925407-02-4 (Buch über das geplante Schloss Ludwigs II. auf dem Falkenstein bei Pfronten. Mitautoren sind Annemarie Schröppel und Manfred Einsiedler).
- Die Pfarrei Pfronten.	Pfarrkirche St. Nikolaus in Pfronten-Berg. (= Schwäbische Kunstdenkmale. Band 34). Konrad, Weißenhorn 1986, OCLC 159816351 (Buch über die Pfrontener Pfarrkirche St. Nikolaus. Mitautoren sind Anton H. Konrad und Annemarie Schröppel).
- Pfrontener Kirchen und Kapellen und ihre Pfarrer. Heimatverein Pfronten, Pfronten 2002, OCLC 76423476 (heimatverein-pfronten.de [PDF; 3,8 MB] Zusammenfassung ursprünglich in Pfarrbriefen veröffentlichter Artikel von Adolf und Annemarie Schröppel, bearbeitet von Bertold Pölcher).

## Auszeichnungen und Ehrungen
- Bundesverdienstkreuz[3]

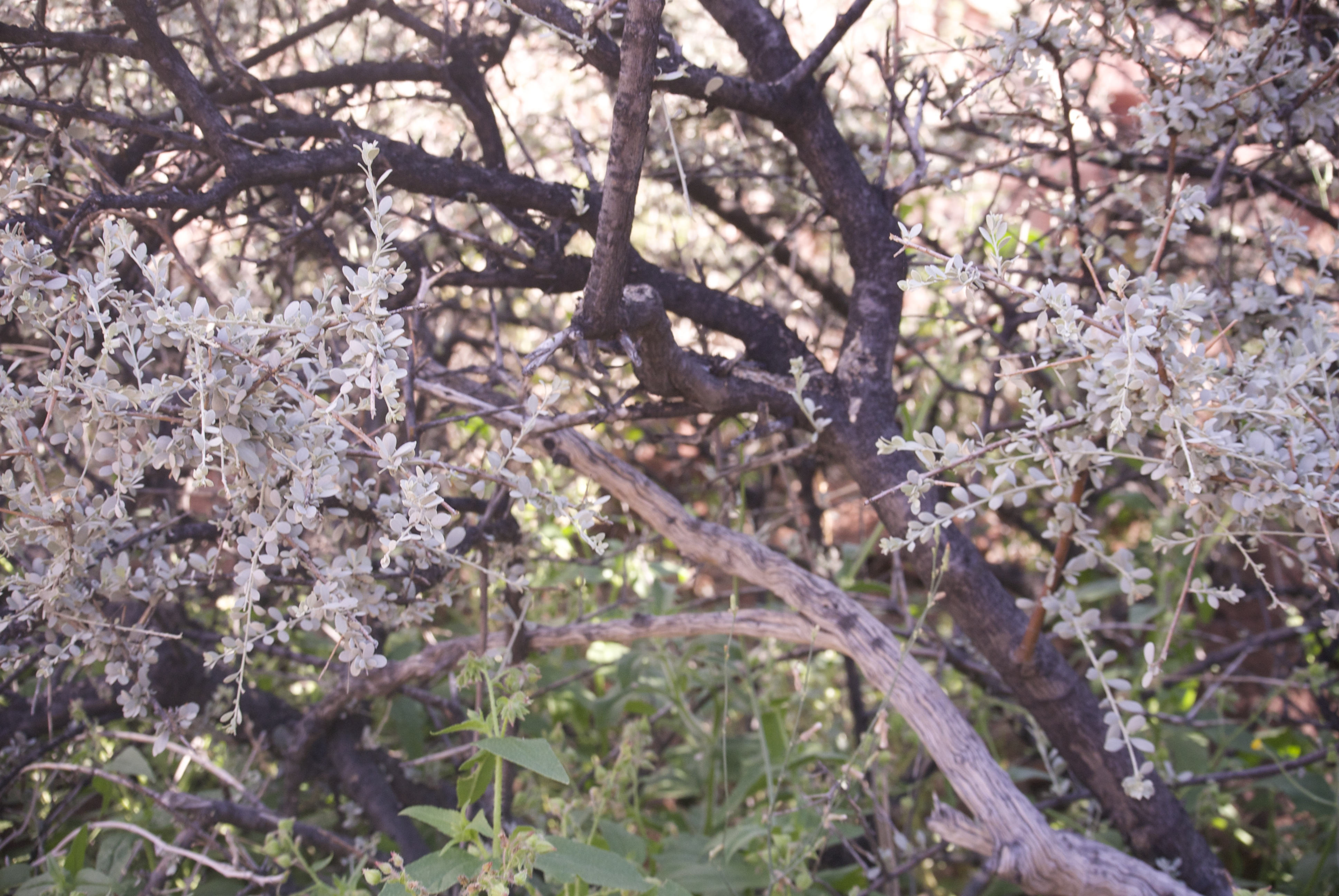
Karl Suessenguth benannte eine südwestafrikanische Strauchart zu Ehren von Adolf Schröppel

- Heimattaler des Heimatbundes Allgäu[3]
- Benennung der afrikanischen Strauchart Cadaba schroeppelii zu seinen Ehren (1951 durch Karl Suessenguth)[6]